# Contea di New London
La contea di New London (in inglese New London County) è una contea posta nell'area sud-orientale dello Stato del Connecticut negli Stati Uniti.
Come per le altre contee dello Stato del Connecticut la contea di New London rappresenta solo una divisione geografica del territorio dello Stato e non ha alcuna funzione amministrativa.

## Geografia fisica
La contea confina a nord-ovest con le contee di Hartford e di Tolland, a nord con la contea di Windham, a est con le contee di Kent e di Washington del Rhode Island, a sud si affaccia sul Long Island Sound ed a ovest confina con la contea di Middlesex.
Il territorio è prevalentemente pianeggiante e si eleva solo nella parte settentrionale in catene di basse colline che raggiungono la massima altezza di 201 metri con la Gates Hill. Il fiume principale è il Thames che nasce dalla confluenza dei fiumi Yantic e Shetucket a Norwich, la città più grande della contea. Il Thames sfocia nel Long Island Sound con un ampio estuario in corrispondenza della città di New London. Il confine sud-occidentale è segnato dal corso finale del Connecticut prima che sfoci nel Long Island Sound. Ci sono anche diversi piccoli laghi.
In questa contea troviamo le riserve dei nativi Pequot e Paugusset.

### Contee confinanti
- Contea di Windham - nord
- Contea di Kent - nord-est
- Contea di Washington - est
- Contea di Middlesex - ovest
- Contea di Tolland - nord-ovest
- Contea di Hartford - nord-ovest

## Storia
L'area era abitata dai nativi Pequot e Mohicani. I coloni distrussero il villaggio pequot vicino a Mystic il 5 giugno 1637 durante la Guerra pequot. La contea di New London fu costituita il 10 maggio 1666 e deve il suo nome a Londra in Inghilterra.

## Comuni
Le due cities sono New London e Norwich.

### Towns
- Bozrah
- Colchester
- East Lyme
- Franklin
- Griswold
- Groton
- Lebanon
- Ledyard
- Lisbon
- Lyme
- Montville
- North Stonington
- Old Lyme
- Preston
- Salem
- Sprague
- Stonington
- Voluntown
- Waterford

### Boroughs
- Jewett City
- Stonington

### Census designated places
- Baltic
- Conning Towers Nautilus Park
- Gales Ferry
- Long Hill
- Mystic
- Niantic
- Noank
- Old Mystic
- Oxoboxo River
- Pawcatuck
- Poquonock Bridge